# Куп Србије у одбојци 2024/25.
Куп Србије у одбојци 2024/25. је деветнаесто такмичење организовано под овим називом од стране Одбојкашког савеза Србије.

## Учесници
- Багдала, Крушевац
- ВГСК, Велико Градиште
- Војводина Моцарт, Нови Сад
- Дубочица, Лесковац
- Дунав волеј, Нови Сад
- Јагодина, Јагодина
- Јединство, Стара Пазова
- Карађорђе, Топола
- Млади радник, Пожаревац
- Ниш, Ниш
- Партизан Коптек, Београд
- Раднички ДОО, Крагујевац
- Рибница, Краљево
- Спартак, Суботица
- Таково, Горњи Милановац
- Црвена звезда, Београд

## Календар такмичења
- Осмина финала: 24—26. септембар и 1. октобар 2024.
- Четвртфинале: 29—30. октобар и 5—6. новембар 2024.
- Полуфинале: 26—27. новембар и 10—11. децембар 2024.
- Финале: 23. фебруар 2025.

## Осмина финала
Жреб парова осмине финала Купа Србије у сезони 2024/25. одржан је 17. септембра 2024. године.
У осмини финала се игра једна утакмица.
| Датум и време      |                  | Резултат       |                        | Сетови  | Сетови  | Сетови  | Сетови  | Сетови  |
| Датум и време      | 1.               | Резултат       | 2.                     | 3.      | 4.      | 5.      |         |         |
| ------------------ | ---------------- | -------------- | ---------------------- | ------- | ------- | ------- | ------- | ------- |
| 24. 9. 2024. 19:00 | Спартак Суботица | 3 : 0 Извештај | Дунав волеј            | 25 : 22 | 25 : 17 | 25 : 13 |         |         |
| 25. 9. 2024. 16:30 | Таково           | 3 : 1 Извештај | Дубочица               | 22 : 25 | 25 : 23 | 25 : 22 | 31 : 29 |         |
| 25. 9. 2024. 18:00 | Млади радник     | 3 : 2 Извештај | Багдала                | 28 : 26 | 22 : 25 | 19 : 25 | 25 : 19 | 15 : 12 |
| 25. 9. 2024. 20:30 | Партизан Коптек  | 3 : 1 Извештај | Рибница                | 25 : 18 | 25 : 18 | 21 : 25 | 25 : 21 |         |
| 26. 9. 2024. 18:00 | Црвена звезда    | 3 : 0 Извештај | Јагодина               | 25 : 8  | 25 : 19 | 25 : 18 |         |         |
| 26. 9. 2024. 18:00 | Раднички ДОО     | 3 : 0 Извештај | Ниш                    | 25 : 17 | 25 : 19 | 25 : 19 |         |         |
| 26. 9. 2024. 19:00 | Карађорђе        | 3 : 0 Извештај | ВГСК                   | 25 : 15 | 25 : 20 | 25 : 13 |         |         |
| 1. 10. 2024. 19:00 | Војводина Моцарт | 3 : 2 Извештај | Јединство Стара Пазова | 21 : 25 | 25 : 23 | 18 : 25 | 25 : 14 | 17 : 15 |

## Четвртфинале
Жреб парова четвртфинала Купа Србије у сезони 2024/25. одржан је 24. октобра 2024. године.
У четвртфиналу се играју две утакмице (једна на домаћем и једна на гостујућем терену). Утакмице завршене резултатима 3 : 0 (0 : 3) и 3 : 1 (1 : 3) победнику доносе три бода, док поражени остаје без бодова. Утакмице завршене резултатом 3 : 2 (2 : 3) победнику доносе два бода, а пораженом један. Победник четвртфиналног двомеча је онај клуб који сакупи више бодова. Ако противници имају исти број бодова, победник четвртфиналног двомеча добија се одигравањем златног сета. Златни сет се игра по завршетку друге утакмице, до 15 поена.
| Датум и време       |                  | Резултат       |                  | Сетови  | Сетови  | Сетови  | Сетови  | Сетови  |
| Датум и време       | 1.               | Резултат       | 2.               | 3.      | 4.      | 5.      |         |         |
| ------------------- | ---------------- | -------------- | ---------------- | ------- | ------- | ------- | ------- | ------- |
| 29. 10. 2024. 19:00 | Спартак Суботица | 2 : 3 Извештај | Црвена звезда    | 25 : 21 | 25 : 20 | 22 : 25 | 22 : 25 | 9 : 15  |
| 5. 11. 2024. 18:30  | Црвена звезда    | 3 : 2 Извештај | Спартак Суботица | 26 : 24 | 21 : 25 | 29 : 31 | 25 : 15 | 15 : 10 |

- Црвена звезда се са две победе пласирала у полуфинале.[4]

| Датум и време       |                  | Резултат       |                  | Сетови  | Сетови  | Сетови  | Сетови  | Сетови |
| Датум и време       | 1.               | Резултат       | 2.               | 3.      | 4.      | 5.      |         |        |
| ------------------- | ---------------- | -------------- | ---------------- | ------- | ------- | ------- | ------- | ------ |
| 29. 11. 2024. 19:00 | Карађорђе        | 1 : 3 Извештај | Војводина Моцарт | 25 : 23 | 23 : 25 | 19 : 25 | 26 : 28 |        |
| 5. 11. 2024. 18:00  | Војводина Моцарт | 3 : 0 Извештај | Карађорђе        | 26 : 24 | 26 : 24 | 25 : 22 |         |        |

- Војводина Моцарт се са две победе пласирала у полуфинале.[5]

| Датум и време       |                 | Резултат       |                 | Сетови  | Сетови  | Сетови  | Сетови  | Сетови |
| Датум и време       | 1.              | Резултат       | 2.              | 3.      | 4.      | 5.      |         |        |
| ------------------- | --------------- | -------------- | --------------- | ------- | ------- | ------- | ------- | ------ |
| 30. 11. 2024. 17:00 | Таково          | 1 : 3 Извештај | Партизан Коптек | 23 : 25 | 25 : 22 | 19 : 25 | 17 : 25 |        |
| 6. 11. 2024. 20:00  | Партизан Коптек | 3 : 1 Извештај | Таково          | 25 : 16 | 26 : 24 | 20 : 25 | 25 : 22 |        |

- Партизан Коптек се са две победе пласирао у полуфинале.[6]

| Датум и време       |              | Резултат       |              | Сетови  | Сетови  | Сетови  | Сетови  | Сетови |
| Датум и време       | 1.           | Резултат       | 2.           | 3.      | 4.      | 5.      |         |        |
| ------------------- | ------------ | -------------- | ------------ | ------- | ------- | ------- | ------- | ------ |
| 30. 11. 2024. 18:00 | Млади радник | 0 : 3 Извештај | Раднички ДОО | 21 : 25 | 18 : 25 | 23 : 25 |         |        |
| 6. 11. 2024. 17:00  | Раднички ДОО | 3 : 1 Извештај | Млади радник | 25 : 18 | 25 : 23 | 22 : 25 | 28 : 26 |        |

- Раднички ДОО се са две победе пласирао у полуфинале.[7]

## Полуфинале
Жреб парова полуфинала Купа Србије у сезони 2024/25. одржан је 22. новембра 2024. године.
У полуфиналу се играју две утакмице (једна на домаћем и једна на гостујућем терену). Утакмице завршене резултатима 3 : 0 (0 : 3) и 3 : 1 (1 : 3) победнику доносе три бода, док поражени остаје без бодова. Утакмице завршене резултатом 3 : 2 (2 : 3) победнику доносе два бода, а пораженом један. Победник полуфиналног двомеча је онај клуб који сакупи више бодова. Ако противници имају исти број бодова, победник полуфиналног двомеча добија се одигравањем златног сета. Златни сет се игра по завршетку друге утакмице, до 15 поена.
| Датум и време       |               | Резултат       |               | Сетови  | Сетови  | Сетови  | Сетови  | Сетови  |
| Датум и време       | 1.            | Резултат       | 2.            | 3.      | 4.      | 5.      |         |         |
| ------------------- | ------------- | -------------- | ------------- | ------- | ------- | ------- | ------- | ------- |
| 26. 11. 2024. 19:00 | Раднички ДОО  | 3 : 2 Извештај | Црвена звезда | 22 : 25 | 25 : 22 | 25 : 18 | 23 : 25 | 15 : 12 |
| 10. 12. 2024. 19:00 | Црвена звезда | 3 : 2 Извештај | Раднички ДОО  | 25 : 23 | 21 : 25 | 25 : 21 | 19 : 25 | 15 : 13 |

- Оба клуба су у двомечу освојила по 3 бода. Раднички ДОО је златни сет добио резултатом 15 : 12 и пласирао се у финале.[9]

| Датум и време       |                  | Резултат       |                  | Сетови  | Сетови  | Сетови  | Сетови  | Сетови  |
| Датум и време       | 1.               | Резултат       | 2.               | 3.      | 4.      | 5.      |         |         |
| ------------------- | ---------------- | -------------- | ---------------- | ------- | ------- | ------- | ------- | ------- |
| 27. 11. 2024. 19:00 | Војводина Моцарт | 3 : 2 Извештај | Партизан Коптек  | 25 : 23 | 25 : 15 | 15 : 25 | 19 : 25 | 15 : 11 |
| 11. 12. 2024. 20:00 | Партизан Коптек  | 3 : 1 Извештај | Војводина Моцарт | 25 : 19 | 25 : 27 | 25 : 21 | 25 : 22 |         |

- Партизан Коптек је у двомечу освојио 4 бода и пласирао се у финале.[10]

## Финале
Домаћин финала Купа Србије у обе конкуренције био је Крагујевац, а утакмице су одигране у Спортској хали Језеро. Оба финална сусрета директно је преносио РТС 2. Био је ово први пут у историји да су се у финалу националног купа састали одбојкаши Радничког из Крагујевца и Партизана.
Након 85 минута игре, пред 4.000 гледалаца, одбојкаши Радничког остварили су победу резултатом 3 : 0 и тиме су свом клубу донели други трофеј у националном купу. За најкориснијег играча финала проглашен је Иван Костић, техничар победничке екипе.
| Датум и време      |              | Резултат       |                 | Сетови  | Сетови  | Сетови  | Сетови | Сетови |
| Датум и време      | 1.           | Резултат       | 2.              | 3.      | 4.      | 5.      |        |        |
| ------------------ | ------------ | -------------- | --------------- | ------- | ------- | ------- | ------ | ------ |
| 23. 2. 2025. 19:00 | Раднички ДОО | 3 : 0 Извештај | Партизан Коптек | 25 : 19 | 25 : 19 | 25 : 21 |        |        |

| Победник Купа Србије у одбојци 2024/25. |
| --------------------------------------- |
| ОК Раднички Крагујевац 2. титула        |